# Norcan Lake
Norcan Lake är en sjö i Kanada.   Den ligger i provinsen Ontario, i den sydöstra delen av landet, 100 km väster om huvudstaden Ottawa. Norcan Lake ligger 201 meter över havet.
I omgivningarna runt Norcan Lake växer i huvudsak blandskog. Trakten runt Norcan Lake är nära nog obefolkad, med mindre än två invånare per kvadratkilometer.